# 상호군수지원협정
상호군수지원협정은 양국 군대가 평시와 전시에 각종 군수 물품·용역을 지원하는 협정을 말한다. 미국과 일본은 Acquisition and Cross-Servicing Agreement (ACSA), 일반적으로는 Mutual Logistics Support Agreement(MLSA)으로 부른다.

## 설명
상호군수지원협정의 개념은 미군과 북대서양 조약 기구 군 간 군수물자 지원을 원활하게 만들기 위해서 체결되었다 1987년에 법 개정을 통해서 비NATO 국가들과도 체결이 가능하게 되었다. 2004년 기준으로, 미국은 76개국과 ACSA를 체결했으며, 2020년에는 120개국으로 확장되었다.
한국은 UAE 뿐만이 아니라 미국, 뉴질랜드, 영국, 스페인, 독일을 비롯한 15개 국가와 MLSA(Mutual Logistics Support Agreement)를 체결했다. 정보보호협정(GSOMIA)을 거쳐 군사동맹으로 발전하는 중간단계다. 일본은 2016년 11월 GSOMIA 체결 이후 한국에 ACSA 체결을 지속적으로 요구하고 있다. 2017년 1월, 일본과 영국은 상호군수지원협정(ACSA)을 체결했다. 현재 일본은 프랑스, 캐나다, 인도, 영국, 미국과 체결한 상태이다.
1988년 6월, 제20차 한미 연례안보협의회의(SCM) 1차 본회의에서 오자복 국방장관, 프랭크 칼루치 미 국방장관을 비롯한 양국 대표단 등이 참석해 한미 상호군수지원협정(Mutual Logistics Support Agreement between the ROK and the US)을 맺었다. 사실상 실질적인 전투지원 계획이다. 미국이 나토 이외에는 이스라엘 다음으로 한국과 MLSA를 체결했다.

## 대한민국

### UAE와 MLSA 체결
2006년 11월 16일 UAE 수도 아부다비에서 황규식 국방부 차관과 알카아비 UAE 중장이 군사협력협정을 체결했다. 당시 노무현 정부는 2005년부터 30억달러(약 3조 2000억원)를 투입해 고등훈련기 40여대를 도입할 계획을 추진하던 UAE와 군사협력을 증진하면서 T-50 수출을 지원할 필요가 있어서, 협정을 체결했다.
2009년 5월, 프랑스는 UAE의 수도 아부다비에 해·공군 기지가 포함된 500명 규모의 군사기지를 창설했다. 6월 15일 르 피가로지는 프랑스가 UAE에 핵우산을 제공키로 했다고 보도했다.
2009년 12월, 이명박 정부 최대 치적인 UAE 바라카 원전 계약을 수주했다. 전투기 파병과 핵우산 제공을 제안한 프랑스 원전을 이겼다. 프랑스 만큼 파격적인 국방지원이 약속되었다고 보도되었다. APR-1400 원전 4기 건설에 21조원 규모이다.
2010년 5월, UAE 왕세제는 한국군 특전사 파병을 요구했다. 8월 공식 요청했다. 12월 8일 아크부대 파병동의안이 국회를 통과했다. 2011년 1월 10일 대한민국 창군 최초의 군사협력파견부대인 ‘UAE 군사훈련협력단’ 일명 ‘아크부대’가 창설되었다.
2011년 2월, UAE가 T-50을 제치고 우선협상대상자로 선정한 이탈리아 고등훈련기 M-346에 대해, 우선협상대상자 자격을 박탈하고, 아예 협상까지 전면 중단했다. 표면적인 이유는 다른 무기 도입이 급해서라지만, 이면합의된 F-1 자동차 경기장 건설 등의 약속이행에 이탈리아 정부가 소극적이어서, 그에 대한 불만이라고 한다.
2013년 10월, 한국과 UAE의 군수분야 국장급이 만나 비공개로 MLSA를 체결했다. 아크부대의 군수물자를 전평시에 용이하게 보급하기 위해서였다.
2009년 UAE는 최초에 국회비준이 필요한 상호방위조약을 요구했다. 그러나 한국 입장에서 산유국인 이란을 고려하지 않을 수 없어서, 그 이후에는 한단계 낮은, 국회비준이 필요없는 양해각서(MOU) 형식의 비밀 상호군수지원협정을 체결했다. MLSA의 내용 가운데 한국이 UAE에 무기를 팔면 해당 무기의 운용법을 UAE군에 가르친다는 명목으로 한국군을 파병한 뒤 사실상 UAE의 방위를 한국이 일부 분담하는 것이 포함됐다.
2015년 3월 26일, UAE가 사우디아라비아 주도 연합군의 예멘 개입에 참전했다.
2015년 9월 4일, 친이란 후티 반군은 수도 사나 동쪽으로 약 120 km 떨어진 사우디아라비아 동부 마리브주의 UAE군 주둔지 부근 무기저장고에 SS-21 미사일을 발사했다. UAE 정부군 45명 외에 사우디 군 10명, 바레인 군 5명 등이 사망했다. 1971년 UAE 연방이 출범한 이래 UAE군은 하루에 가장 많은 희생자를 냈다.
2015년 9월 22일, 예맨 정부군은 내전에 참전한 아랍에미리트(UAE) 군이 마리브 주 일대에서 예맨 후티 반군이 발사한 SS-21 미사일을 패트리어트(PAC-3)로 요격했다고 밝혔다.
2015년 박근혜 정부는 140명 규모인 아크부대(현재 중령, 대대급)를 군사협력단(단장 대령, 연대급) 수준으로 격상시키려 했지만, 야당인 민주당이 반대해서 무산되었다.
2016년, 박근혜 정부는 UAE 원전 60년 운영권 계약을 수주했다. 수명은 60년인데 이번 계약은 1호기 10년 동안이다. 막대한 이면계약 지원의 프랑스에 빼앗길 수 있었다. 앞으로 4호기까지 60년 운영권을 모두 수주할 경우 21조원 규모이다.
2017년 10월, 문재인 대통령이 서울 에어쇼에서 직접 UAE에 천무 다연장로켓를 설명했다.
2017년 10월, 중동을 포함한 아시아 국가 한 곳에 한국군이 2015년부터 실전배치한 천무 다연장로켓 10여문에 포탄까지 합쳐 모두 7천억원대의 계약을 체결했다. 수출국은 비공개 하기로 계약했다. 사거리 80km에 자탄 9백여발로 축구장 3개 면적을 한번에 초토화할 수 있다. 1991년 걸프전에서 활약한 미국 M270 MLRS의 국산화 제품이며, 걸프전의 이라크군이 강철비란 별명으로 불렀다. 미국 M270 MLRS는 SS-1 스커드, SS-21 등 러시아제 단거리 지대지 미사일 킬러로 유명하다.
2017년 11월 4일, 천궁 양산을 재검토하라고 지시했던 송영무 국방장관이 UAE를 방문하고 와서는, 천궁을 양산하라고 지시를 번복했다. UAE에 천궁 시험장이 설치될 계획이다. 천궁은 미국 패트리어트 PAC-3의 2배 싼 가격에 사거리가 2배 길다. UAE는 현재 패트리어트 PAC-3를 배치중이다.
2017년 11월 30일, UAE는 세계 3위의 무기 수입국이다. 인도, 사우디아라비아에 이어 3위이다. 아크부대 파병 전 5년(2006~2010년)의 대(對)UAE 무기 수출은 393억원이었지만 파병 후 5년 동안(2011~2016년)은 1조2000억원으로 30배 증가했다.

## 같이 보기
- 대한민국-아랍에미리트 외교 갈등 논란